# Guy Demel
Guy Roland Demel (Orsay, 13 giugno 1981) è un ex calciatore ivoriano, di ruolo difensore.

## Carriera

### Club
Comincia la propria carriera professionistica in Francia, paese dove è nato, nel 2000, con il Nimes. Nello stesso anno viene ceduto all'Arsenal, in seconda squadra, senza disputare alcun match in Premier League. Nel 2002 si trasferisce in Germania, al Borussia Dortmund: esordisce in Champions League il 22 novembre 2002 mentre debutta in un incontro di Bundesliga il 1º marzo 2003. Contemporaneamente mette a referto 27 presenze e 6 reti con la squadra B.
Nell'estate 2005 si trasferisce all'Amburgo. Nella stagione 2005-2006 colleziona 22 presenze e il primo gol in Bundesliga, il 4 marzo 2006, contro il Bayern Monaco. Il 4 maggio 2006 prolunga il suo contratto con gli amburghesi fino al 2010. Nell'ottobre 2006 subisce un infortunio alla coscia sinistra che lo tiene fermo per tre mesi: totalizza così solo 8 presenze in campionato. Nella stagione successiva, la 2007-2008, gioca 26 partite di campionato.
Nel 2011, ormai svincolato, passa al West Ham.Si svincola dopo 4 stagioni con gli Hammers.
Rimane senzaa squadra sino al 23 novembre 2015, giorno in cui si accasa al Dundee Utd.

### Nazionale
Ha fatto il proprio esordio in Nazionale nel giugno 2004, in una gara contro la Libia valida per le qualificazioni al campionato del mondo 2006. Ha in seguito partecipato alla Coppa d'Africa 2006 (secondo posto finale), al campionato del mondo 2006 in Germania e al campionato del mondo 2010 in Sudafrica.